# العلاقات الأوزبكستانية الإريترية
العلاقات الأوزبكستانية الإريترية هي العلاقات الثنائية التي تجمع بين أوزبكستان وإريتريا.

## مقارنة بين البلدين
هذه مقارنة عامة ومرجعية للدولتين:
| وجه المقارنة                                              | أوزبكستان       | إريتريا                                      |
| --------------------------------------------------------- | --------------- | -------------------------------------------- |
| المساحة (كم2)                                             | 448.98 ألف      | 117.60 ألف                                   |
| عدد السكان (نسمة)                                         | 32.39 مليون     | 6.33 مليون                                   |
| الكثافة السكانية (ن./كم²)                                 | 72.14           | 53.83                                        |
| العاصمة                                                   | طشقند           | أسمرة                                        |
| اللغة الرسمية                                             | اللغة الأوزبكية | اللغة التغرينية، اللغة العربية، لغة إنجليزية |
| العملة                                                    | سوم أوزبكستاني  | ناكفا                                        |
| الناتج المحلي الإجمالي (بليون دولار)                      | 48.72 مليار     | 2.61 مليار                                   |
| الناتج المحلي الإجمالي (تعادل القوة الشرائية) بليون دولار | 190.50 مليار    |                                              |
| الناتج المحلي الإجمالي الاسمي للفرد دولار أمريكي          | 2.13 ألف        |                                              |
| الناتج المحلي الإجمالي للفرد دولار أمريكي                 | 5.57 ألف        |                                              |
| مؤشر التنمية البشرية                                      | 0.675           | 0.391                                        |
| رمز المكالمات الدولي                                      | +998            | +291                                         |
| رمز الإنترنت                                              | .uz             | .er                                          |
| المنطقة الزمنية                                           | ت ع م+05:00     | ت ع م+03:00                                  |

## منظمات دولية مشتركة
يشترك البلدان في عضوية مجموعة من المنظمات الدولية، منها:
| علم المنظمة | اسم المنظمة                        | تاريخ انضمام أوزبكستان | تاريخ انضمام إريتريا |
| ----------- | ---------------------------------- | ---------------------- | -------------------- |
|             | مؤسسة التمويل الدولية              | 30 سبتمبر 1993         | 11 أكتوبر 1995       |
|             | منظمة حظر الأسلحة الكيميائية       | ?                      | ?                    |
|             | يونسكو                             | 26 أكتوبر 1993         | 2 سبتمبر 1993        |
|             | الاتحاد الدولي للاتصالات           | 10 يوليو 1992          | 6 أغسطس 1993         |
|             | الأمم المتحدة                      | 2 مارس 1992            | 28 مايو 1993         |
|             | منظمة الشرطة الجنائية الدولية      | ?                      | ?                    |
|             | البنك الدولي للإنشاء والتعمير      | 21 سبتمبر 1992         | 6 يوليو 1994         |
|             | الاتحاد البريدي العالمي            | ?                      | ?                    |
|             | مؤسسة التنمية الدولية              | 24 سبتمبر 1992         | 6 يوليو 1994         |
|             | وكالة ضمان الاستثمار متعدد الأطراف | 4 نوفمبر 1993          | 10 سبتمبر 1996       |

## وصلات خارجية
- موقع وزارة الخارجية الأوزبكستانية